# Naissance en 1164
Naissance
- 1160
- 1161
- 1162
- 1163
- 1164
- 1165
- 1166
- 1167
- 1168

Cette page dresse une liste de personnalités nées au cours de l'année 1164 :
- 16 juillet : Frédéric V, duc de Souabe.
- 28 décembre : Rokujō, 79e empereur du Japon.

- Fulco Scotti (en), évêque de Pavie.
- Hatakeyama Shigetada, samouraï japonais qui a combattu lors de la guerre de Genpei.
- Jagadhekamalla III (en), empereur des Chalukya occidentaux.
- Jöchi Khasar, frère cadet de Gengis Khan.
- Mauiloa (en), chef Maui.
- Simon Stock, religieux, saint dans l'Ordre du Carmel.

date incertaine (vers 1164)
- Sverker II de Suède, roi de Suède.

## Crédit d'auteurs
- Cet article est partiellement ou en totalité issu de l'article intitulé « 1164 » (voir la liste des auteurs).